# Rödnäbbad falsktangara
Rödnäbbad falsktangara (Lamprospiza melanoleuca) är en fågel i den nyskapade familjen falsktangaror inom ordningen tättingar. Den förekommer i regnskog i Amazonområdet i Sydamerika. Arten minskar i antal, men beståndet anses vara livskraftigt.

## Utseende och läte
Rödnäbbad falsktangara är en karakteristisk fågel med svartvit fjäderdräkt och röd näbb. Bland lätena hörs en blandning av böjda och musikaliska dubbla toner.

## Utbredning och systematik
Fågeln förekommer i  Amazonområdet i Brasilien, intilliggande norra Bolivia, östra Peru och Guyanaregionen. Arten placeras som enda art i släktet Lamprospiza och behandlas som monotypisk, det vill säga att den inte delas in i några underarter.

### Familjetillhörighet
Traditionellt har den okontroversiellt placerats i familjen tangaror (Thraupidae). DNA-studier pekar dock på att den tillsammans med släktet Mitrospingus samt Orthogonys chloricterus utgör en egen utvecklingslinje, systergrupp till både tangaror och kardinaler, och förs allt oftare till den egna familjen Mitrospingidae. Därför har också dessa arter fått nytilldelat svenskt gruppnamn, falsktangaror.

## Levnadssätt
Rödnäbbad falsktangara hittas i de övre skikten av högvuxen regnskog. Där ses den alltid i flockar om fyra till tio individer, ljudligt förflyttande från ett träd till nästa. Den kan sitta på exponerade grenar, men stannar sällan på ett och samma ställe en längre stund. Fågeln ses ofta med andra arter, men tenderar att hålla sig i utkanten av artblandade flockar.

## Status och hot
Arten har ett stort utbredningsområde, men tros minska i antal, dock inte tillräckligt kraftigt för att den ska betraktas som hotad. Internationella naturvårdsunionen IUCN listar arten som livskraftig (LC).